# Megfigyelői hatás
A megfigyelői hatás (vagy megfigyelési effektus) azt jelenti, hogy a megfigyelő hatással van a megfigyeltre, és ez gyakran a megfigyelt jelenség vagy alany vizsgált jellemzőit is befolyásolja.

## A fizikában
Ha makroszkopikus fizikai tárgyról van szó, ez a hatás jól tervezett és kivitelezett megfigyelésnél, mérésnél elhanyagolható.
A mikrovilágban viszont a megfigyeléssel (méréssel) komoly hatással vagyunk a megfigyelt objektumra.
Ha például egy elektron helyzetét és impulzusát egyszerre akarjuk meghatározni, még végtelenül pontos mérőeszköz esetén sem lehet tetszőleges pontossággal megmérni egyszerre a kettőt. Egy időben változó jel, mint a hanghullám esetén értelmetlen a frekvenciaspektrumra kérdezni egy adott időpillanatban, mivel a frekvencia mérése az ismétlődések mérése egy bizonyos időtartam alatt. Egy pontos frekvenciaméréshez a jelből elég hosszú (nem nulla) ideig kell mintákat vennünk. Ez mutatja, hogy az időpontosság elvész a jel frekvenciaspektrumának mérése során. Ez analóg az impulzus és a hely közötti kapcsolattal.
Van egy ekvivalens megfogalmazása is a határozatlansági elvnek, miszerint egy hullám energiamérésének bizonytalansága (az energia arányos a frekvenciával) fordítva arányos az ehhez szükséges idővel, ahol az arányossági tényező ugyanaz, mint a hely-impulzus határozatlansági reláció esetén. Ezt a problémakört fejti ki a Schrödinger macskája elnevezésű gondolatkísérlet is.

## A pszichológiában
A megfigyelt emberek vagy állatok, amennyiben tudatosul bennük a tény hogy őket megfigyelik, akkor esetleg másképp viselkednek, mint ha arról nincs tudomásuk.

## Hawthorne-effektus
Az alkalmazott pszichológia egyik legismertebb jelensége, amely nem egy személyről, hanem egy Chicagóhoz közeli helyről kapta a nevét. Elnevezése ma is használatos minden olyan munkahelyi változtatásnál, ahol a cél a teljesítmény növelése, az emberek fontosság érzetének növelése által.
A vizsgálatok 1924 és 1927 között lefolytatott kísérletsorozattal kezdődtek, a Western Electric Company Hawthorne-i részlegénél (amely az American Telephone and Telegraph társaság egyik leányvállalata volt). A kezdeti kutatások arra irányultak, hogy feltárják a munkahelyi világítás és a munkások termelékenysége közötti kapcsolatot, valamint a pihenőidő megváltoztatásának a munkatermelékenységre gyakorolt hatásait. A második kutatási szakasz befejezésével a kutatók felismerték, hogy a termelékenységben nem csupán a munkahely fizikai feltételei játszanak közre. A munkások azért is keményebben dolgoztak, mert feltételezték egyéni megfigyelésüket. Az ausztráliai Elton Mayo (1880–1949) részvételének köszönhető, hogy az eredmények hamarosan népszerűek lettek.
A kísérletet végzők a kísérlet túlzottan specifikus megtervezésével kedvezőbb körülményeket teremthetnek az alanyok számára, mint eredeti környezetük, emiatt a mért eredmények akár szélsőségesen jobbak lehetnek.